# Simfonia núm. 4 (Bruckner)
La Simfonia núm. 4 en mi♭ major (WAB 104), Romàntica, d'Anton Bruckner és un dels treballs més populars del compositor. La va escriure el 1874 però, després de compondre la Cinquena Simfonia, la va revisar per complet. El 1880 l'autor li va canviar l'últim moviment, després del qual va ser estrenada a Viena el 20 de febrer de 1881 dirigida per Hans Richter amb gran èxit. Estava dedicada al príncep Konstantin de Hohenlohe-Schillingsfürst.
El sobrenom de la simfonia de Romàntica fou utilitzat pel mateix compositor, tanmateix no es refereix a la concepció moderna d'amor romàntic sinó més aviat als romanços medievals com els descrits a les òperes Lohengrin i Sigfrid de Richard Wagner.

## Moviments
La simfonia es compon de quatre moviments i la seva execució dura una mica més d'una hora:
- Bewegt, nicht zu schnell
- Andante quasi allegretto
- Scherzo. Bewegt. Trio. Nicht zu schnell, keinesfalls schleppend
- Finale. Bewegt, doch nicht zu schnell

### Primer moviment
El moviment s'obre, com moltes altres simfonies de Bruckner, amb cordes en trèmolo. Una crida de la trompa obre el primer grup temàtic:
Audio playback is not supported in your browser. You can download the audio file.
Això condueix al segon tema del primer grup, una afirmació insistent del ritme de Bruckner⁣:
Audio playback is not supported in your browser. You can download the audio file.
Com totes les simfonies de Bruckner, l'exposició conté tres grups temàtics. El segon grup, anomenat "Gesangsperiode" de Bruckner, està en re♭major:
Audio playback is not supported in your browser. You can download the audio file.
El tercer grup temàtic difereix entre les versions; a l'original de 1874 s'obre amb una variació de la crida de la trompa inicial:
Audio playback is not supported in your browser. You can download the audio file.
A la versió de 1878 i posterior s'obre amb una variació del tema rítmic de Bruckner del primer grup:
Audio playback is not supported in your browser. You can download the audio file.
El desenvolupament expansiu inclou un coral del metall basat en la crida de la trompa inicial:
Audio playback is not supported in your browser. You can download the audio file.
Hi ha moltes proves que Bruckner tenia al cap un programa per a la Quarta Simfonia. En una carta al director d'orquestra Hermann Levi del 8 de desembre de 1884, Bruckner va escriure: "En el primer moviment després d'una nit completa, el dia és anunciat per la trompa, la cançó del 2n moviment, el trio de caçadors del 3r moviment, l'entreteniment musical dels caçadors al bosc." Hi ha un passatge semblant en una carta del compositor a Paul Heyse del 22 de desembre de 1890: "En el primer moviment de la Quarta Simfonia 'Romàntica' la intenció és representar la trompa que proclama el dia des de l'ajuntament! Llavors la vida continua; al Gesangsperiode [el segon tema] el tema és la cançó de la mallerenga Zizipe. 2n moviment: cant, pregària, serenata. 3r: caça i al Trio com un orgue toca durant l'àpat del migdia al bosc.
A més d'aquestes pistes que provenen directament de Bruckner, el musicòleg Theodor Helm va anunciar un relat més detallat comunicat a través del col·laborador del compositor Bernhard Deubler: "Ciutat medieval—Alba—Les trucades sonen des de les torres de la ciutat—les portes s'obren—"Els cavallers es llancen a l'obert, orgullosos, damunt dels seus cavalls.", la màgia de la natura els embolcalla —murmuris del bosc— el cant dels ocells —i així el quadre romàntic es desenvolupa encara més..."

### Segon moviment
Aquest moviment, en do menor, comença amb una melodia als violoncels:
Audio playback is not supported in your browser. You can download the audio file.
L'acompanyament és significativament diferent de la versió original de 1874. Aquest moviment, com la majoria dels moviments lents de Bruckner, està en forma ternària de cinc parts (A–B–A–B–A–Coda). La segona part (B) és més lenta que la primera:
Audio playback is not supported in your browser. You can download the audio file.

### Tercer moviment
Bruckner va recompondre completament el moviment Scherzo després de la seva primera versió.

#### Primera versió (1874)
Aquest anomenat "Alphorn Scherzo" es basa principalment en una crida de la trompa que obre el moviment:
Audio playback is not supported in your browser. You can download the audio file.
Després d'això, es presenten figures de corda amb trèmol i una variació lleugerament diferent de la crida de la trompa. Finalment, es desenvolupa un clímax amb la crida de la trompa enfortida i el suport de tota l'orquestra, que introdueix el Trio.:
Audio playback is not supported in your browser. You can download the audio file.

### Segon moviment
Aquest moviment, en do menor, comença amb una melodia als violoncels:
Audio playback is not supported in your browser. You can download the audio file.
L'acompanyament és significativament diferent de la versió original de 1874. Aquest moviment, com la majoria dels moviments lents de Bruckner, està en forma ternària de cinc parts (A–B–A–B–A–Coda). La segona part (B) és més lenta que la primera:
Audio playback is not supported in your browser. You can download the audio file.

### Tercer moviment
Bruckner va recompondre completament el moviment Scherzo després de la seva primera versió.

#### Primera versió (1874)
Aquest anomenat "Alphorn Scherzo" es basa principalment en una crida de la trompa que obre el moviment:
Audio playback is not supported in your browser. You can download the audio file.
Després d'això, es presenten figures de corda amb trèmol i una variació lleugerament diferent de la crida de la trompa. Finalment, es desenvolupa un clímax amb la crida de la trompa enfortida i el suport de tota l'orquestra, que introdueix el Trio.:
Audio playback is not supported in your browser. You can download the audio file.

#### Segona versió (1878)
L'autògraf de l'anomenat "Scherzo de caça" de la versió de 1878 de la simfonia conté marques com ara Jagdthema (tema de caça) i Tanzweise während der Mahlzeit auf der Jagd (melodia de ball durant la pausa per dinar durant la caça). Aquest és el més conegut dels Scherzi. S'obre amb crides triàdiques de trompa de caça, que recorden la Marxa militar, WAB 116:
Audio playback is not supported in your browser. You can download the audio file.
El Trio més melòdic segueix:
Audio playback is not supported in your browser. You can download the audio file.

### Quart moviment
Aquesta secció va experimentar tres versions principals, tot i que el darrer moviment correspon a la segona versió completa de la simfonia. Les revisions posteriors del 1888 es van centrar principalment a reduir i reorquestar, sense canvis substancials en el material temàtic des del 1880. Encara que hi ha molta similitud en el material temàtic entre les versions, es va simplificar rítmicament després de 1874. El tema central, en mi♭menor, es manté constant en les tres versions:
Audio playback is not supported in your browser. You can download the audio file.

#### Primera versió (1874)
Aquesta versió comença amb figures de corda en cascada i una reaparició de la crida de la trompa que ha obert la simfonia, tot i que va aparèixer per primera vegada a l'oboè. Això arriba a un clímax i l'orquestra completa exposa el tema principal. Les cordes en pizzicato introdueixen el segon grup temàtic, construït sobre dos temes. Aquest grup és molt polirítmic, amb un gran ús de quíntuples. El primer tema:
Audio playback is not supported in your browser. You can download the audio file.
Aquest grup té diversos compassos de cinc notes contra vuit, començant en el segon tema:
Audio playback is not supported in your browser. You can download the audio file.
El tercer grup temàtic s'inicia amb una escala de si♭menor descendent, que recorda el leitmotiv Spear de Wotan, donat per tota l'orquestra:
Audio playback is not supported in your browser. You can download the audio file.
Cap al final, torna la crida de la trompa que ha obert la simfonia, anunciant el brillant final de la simfonia en mi♭major.

#### Segona versió "Volksfest" (1878)
La segona versió del moviment, el sobrenom de la qual, que significa 'festival popular', prové de l'autògraf de Bruckner, generalment no s'interpreta com a part de la simfonia en el seu conjunt. És una versió simplificada i escurçada del finale. L'obertura del moviment i el primer grup temàtic són generalment els mateixos que la primera versió. El segon grup mostra diferències substancials en el ritme, amb els quíntuples difícils substituïts per patrons rítmics més simples (ritme de Bruckner "2 + 3" o "3 + 2"). Les notes reals, deixant de banda les transposicions i les diferències d'acompanyament i articulació, es mantenen inalterables. El primer tema:
Audio playback is not supported in your browser. You can download the audio file.
El segon tema:
Audio playback is not supported in your browser. You can download the audio file.
El tercer grup temàtic torna a ser encapçalat per una escala descendent, amb el ritme simplificat:
Audio playback is not supported in your browser. You can download the audio file.
Es fan canvis significatius a la coda, apropant-la a la tercera versió.

#### Tercera versió (1880)
Aquesta versió té els canvis més substancials. Es canvien les figures de corda en cascada i l'estat d'ànim general és molt més fosc que en versions anteriors. Després del primer grup temàtic ve el segon grup modificat. Aquí Bruckner ha inserit un nou tema que precedeix els dos temes vistos a les versions anteriors:
Audio playback is not supported in your browser. You can download the audio file.
A més, s'ha recompost el tercer grup temàtic:
Audio playback is not supported in your browser. You can download the audio file.
A la coda, s'introdueix un coral tranquil al compàs 489 i, abans de la peroració (al compàs 517), una escala ascendent, una cita d'aquella abans del tercer clímax a la part 5 de l'Adagio de la Cinquena Simfonia.
A la versió de 1888, la recapitulació comença amb el segon grup temàtic, saltant completament el primer. No sembla que hi hagi cap indici clar de programa per a aquesta tercera versió del finale.

## Versions
Els estudiosos de Bruckner reconeixen actualment tres versions de la Quarta Simfonia:
- Versió I: 1874
- Versió II: 1878-1880
- Versió III: 1888

S'han identificat almenys set versions i revisions autèntiques de la Quarta Simfonia.
La Quarta Simfonia va patir el procés compositiu més prolongat i complicat de qualsevol de les simfonies. El treball de Bruckner es va estendre des de 1874 fins almenys 1890. Va recompondre gran part de la simfonia durant aquest procés, substituint completament el tercer moviment i reinventant fonamentalment el Finale. Va preparar diferents versions per a la representació almenys tres vegades, i cada vegada això el va portar a fer canvis, sovint substancials. I finalment va veure la simfonia a través de la publicació. Una part significativa d'aquesta història ha romàs desconeguda o s'ha interpretat de manera equivocada, tal com ha passat amb moltes qüestions fonamentals de les versions de Bruckner en general. És per això que la Quarta Simfonia, com un cas paradigmàtic del "problema Bruckner", ofereix una plataforma molt favorable per analitzar les qüestions clau amb més claredat i de manera més crítica que mai.

### Versió I (1874)
La versió original de Bruckner de la simfonia va ser composta entre el 2 de gener i el 22 de novembre de 1874. L'edició de Leopold Nowak de l'any 1975, basada en el manuscrit Mus. Hs.6082, inclou algunes revisions de 1875 que Bruckner va fer a la partitura autògrafa. Aquesta versió mai es va interpretar ni es va publicar durant la vida del compositor, tot i que l'Scherzo es va tocar a Linz el 12 de desembre de 1909. La primera actuació completa es va fer a Linz més d'un segle després de la seva composició el 20 de setembre de 1975 per la Filharmònica de Munic dirigida per Kurt Wöss. El primer enregistrament comercial es va fer el setembre de 1982 per l'⁣Orquestra Simfònica de la Ràdio de Frankfurt dirigida per Eliahu Inbal (CD 2564 61371-2).

#### Variant de 1876
El 1876 Bruckner va fer alguns ajustos addicionals, principalment mètrics, que va introduir en una còpia de la partitura autògrafa (manuscrit Mus.Hs.6032), quan va preparar la partitura per a una actuació planificada, que finalment va fracassar. La variant de 1876, que va ser estrenada el novembre de 2020 per Jakub Hrůša amb el Bamberger Symphoniker, va ser emesa per Benjamin Korstvedt el 2021.

### Versió IIA (1878)
Quan va completar la versió original de la simfonia, Bruckner va recórrer a la composició de la seva Cinquena Simfonia. Quan va acabar aquesta peça va reprendre el treball en la Quarta. Entre el 18 de gener i el 30 de setembre de 1878 va revisar a fons els dos primers moviments i va substituir el final original per un nou moviment titulat Volksfest ("Festa Popular").
El desembre de 1878 Bruckner va substituir l'Scherzo original per un moviment completament nou, que de vegades s'anomena Scherzo "Caça" (Jagd-Scherzo). En una carta al crític musical Wilhelm Tappert (octubre de 1878), Bruckner va dir que el nou Scherzo "representa la caça, mentre que el Trio és una melodia de ball que es toca als caçadors durant el seu dinar". El títol original del Trio diu: Tanzweise während der Mahlzeit auf der Jagd ("Melodia de ball durant el dinar dels caçadors").
El final de la Volksfest es va publicar com a apèndix de l'edició de Robert Haas de 1936, i en una edició separada per Leopold Nowak el 1981. La versió completa de la simfonia de 1878 va ser publicada per primera vegada per William Carragan el 2014 per a una interpretació prevista de Gerd Schaller.
Una edició crítica de la versió del 1878 va ser publicada per Benjamin Korstvedt el 2022. En col·laboració estreta amb Korstvedt, MusicaNova de Phoenix, Arizona, ha realitzat el debut mundial de la Simfonia en la seva versió del 1878 l'1 de maig de 2022.

### Versió IIB (1880)
Després de gairebé un any (durant el qual va compondre el seu Quintet de corda en fa major), Bruckner va reprendre la seva Quarta Simfonia. Entre el 19 de novembre de 1879 i el 5 de juny de 1880 va compondre un nou final –el tercer, tot i que comparteix gran part del seu material temàtic amb la primera versió– i va descartar el final de la Volksfest.
Aquesta va ser la versió interpretada a l'estrena de l'obra el 20 de febrer de 1881, que va ser la primera estrena d'una simfonia de Bruckner que no va ser dirigida pel mateix Bruckner. Alguns canvis fets després de la primera actuació d'aquest últim: nombrosos canvis en l'orquestració, la substitució d'un passatge de 4 compassos per un passatge de 12 compassos al Finale i un tall de 20 compassos a l'Andante. La majoria d'aquests canvis es descriuen al "Llibre vermell" de Carragan.
A més, Bruckner va reelaborar el passatge que uneix el final de la secció de desenvolupament del Finale i l'inici de la represa. Els compassos 351-430, és a dir, la transició al final del desenvolupament així com la repetició del primer motiu i la primera part del segon motiu, van ser eliminades i substituïdes per uns compassos de nova transició. Aquesta versió abreujada es va utilitzar per a la primera actuació i Bruckner va sol·licitar específicament que s'utilitzessin quan es reproduïa la Quarta per segona vegada.
La versió de 1880 està disponible en una edició de Robert Haas, que es va publicar el 1936, basada en el manuscrit de Bruckner a la Biblioteca Nacional d'Àustria. Una edició crítica de la versió de 1880 ha estat publicada per Benjamin Korstvedt el 2019.Una altra edició ha estat publicada per Benjamin-Gunnar Cohrs per a Anton Bruckner Urtext Gesamtausgabe el 2021, amb el final abreujat tal com va ser interpretat per Felix Mottl el 10 de desembre de 1881 a Karlsruhe.

#### Variant de 1886
La versió de 1886 és en gran part la mateixa que la de 1880, però té una sèrie de canvis, sobretot en els darrers compassos del Finale, en què la tercera i la quarta trompa interpreten el tema principal del primer moviment, fet per Bruckner mentre preparava una partitura de la simfonia per a Anton Seidl, que la va portar amb ell a la ciutat de Nova York. Aquesta versió va ser publicada en una edició per Nowak el 1953, basada en la partitura original del copista, que va ser redescoberta el 1952 i que ara es troba a la col·lecció de la Universitat de Colúmbia. En el títol de la publicació de Nowak, es descrivia de manera confusa com la "versió 1878–1880". Va ser interpretada a Nova York per Seidl el 4 d'abril de 1888.

### Versió III (1888)
Amb l'ajuda de Ferdinand Löwe i probablement també de Franz i Joseph Schalk, Bruckner va revisar a fons la simfonia el 1887–88 amb l'objectiu de publicar-la. Tot i que Löwe i els Schalks van fer alguns canvis en la partitura, ara es creu que aquests van ser autoritzats per Bruckner. Aquesta versió va ser interpretada per primera vegada per l'⁣Orquestra Filharmònica de Viena sota la batuta de Hans Richter a Viena el 20 de gener de 1888.
L'únic manuscrit supervivent que registra el procés de composició d'aquesta versió és el Stichvorlage, o còpia del gravador de la partitura, que va ser preparada per a l'editor de la simfonia Albert J. Gutmann de Viena. El Stichvorlage va ser escrit per tres copistes principals les identitats dels quals es desconeixen, però és possible que no fossin altre que Löwe i els dos Schalk. Un copista va transcriure el primer i quart moviment; els altres van copiar cadascun dels moviments interiors. Algunes indicacions de tempo i marques d'expressió van ser afegides per una quarta persona; aquests canvis podrien haver estat introduïts per Hans Richter durant els assajos, o fins i tot podrien haver estat afegits per Bruckner, ja que se sap que estava interessat en aquests detalls. El Stichvorlage es troba ara en una col·lecció privada inaccessible a Viena; hi ha, però, un conjunt de fotografies en blanc i negre de tot el manuscrit a la Wiener Stadtbibliothek (A-Wst MH 9098/c).
El febrer de 1888, Bruckner va fer revisions exhaustives als quatre moviments després d'haver escoltat l'estrena de la versió de 1887 el mes anterior. Aquests canvis van ser introduïts de la pròpia mà de Bruckner en el Stichvorlage, el qual després va datar. El Stichvorlage va ser enviat a l'empresa vienesa d'Albert J. Gutmann entre el 15 de maig i el 20 de juny de 1888. El setembre de 1889 la partitura va ser publicada per Gutmann. Aquesta va ser la primera edició de la simfonia que es va publicar en vida del compositor. El 1890 Gutmann va publicar un text corregit d'aquesta edició, que va rectificar una sèrie d'errors d'impressió. L'any 2004, Benjamin Korstvedt va publicar una edició crítica.

#### Reorquestració de Mahler
El 1895 Gustav Mahler va fer un arranjament de la versió de 1888 que està fortament retallada i reorquestrada. Està disponible en enregistraments de Gennady Rozhdestvensky i Anton Nanut.